# Husaren-Regiment „König Humbert von Italien“ (1. Kurhessisches) Nr. 13

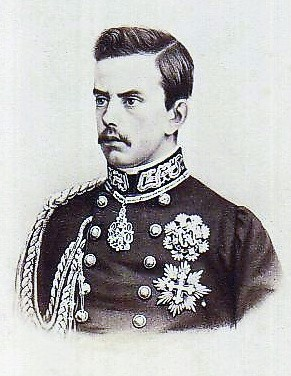
Erster Regimentschef: König Umberto I. von Italien

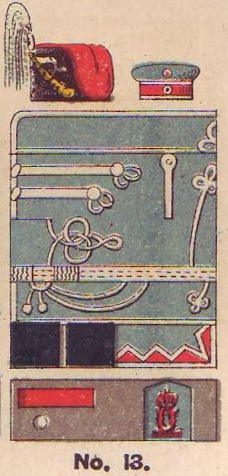
Farbschema der Uniform, Husaren-Regiment Nr. 13

Das Husaren-Regiment „König Humbert von Italien“ (1. Kurhessisches) Nr. 13 war ein Kavallerieverband der Preußischen Armee. Das Regiment übernahm die Tradition des vormaligen 1. Husaren-Regiment (Hessen-Kassel).

## Geschichte
Als Stammtruppe des Regiments gilt das von Landgraf Karl von Hessen-Kassel im Jahre 1688 aufgestellte Dragonerregiment „Graf Wartensleben“. Dieses Regiment bestand bis 1806 und wurde dann beurlaubt, da Hessen-Kassel von Napoleon aufgelöst und der größte Teil des Landes zum Königreich Westphalen geschlagen wurde. Als sich ein Ende der napoleonischen Ära abzuzeichnen begann, befahl Kurfürst Wilhelm I. von Hessen-Kassel am 22. November 1813 die Errichtung eines neuen Leib-Dragoner-Regiments, das in Hofgeismar stationiert und 1821 in ein Husarenregiment umgewandelt wurde und den Namen Kurfürstlich Hessisches 2. Husaren Regiment erhielt. 1825 wurde das Regiment dem Herzog von Sachsen-Meiningen verliehen und führte von da an bis 1832 diesen Namen als Zusatz. 1832 vereinigte man das Regiment mit dem 1. Husaren-Regiment und formte daraus das Kurhessische Leib-Dragoner-Regiment, das bis 1840 bestand. Danach hieß es 1. Dragoner-Regiment. Die letzte Namensänderung in der kurhessischen Armee erfolgte 1845 zum Kurfürstlich Hessischen 1. (Leib-) Husaren-Regiment. 1866 nach der Annexion Kurhessens durch Preußen wurde das Regiment in die Preußische Armee überführt. Das Husaren-Regiment „König Humbert von Italien“ (1. Kurhessisches) Nr. 13 wurde am 2. Oktober 1866 errichtet; der frühere Stiftungstag wurde als 22. November 1813 festgesetzt.
Die kurhessische Armee machte 1866 keine großen Anstrengungen im Kampf gegen die Norddeutschen Staaten. Sie stellte die Besatzung der Bundesfestung Mainz und wartete im Übrigen das Ende des Krieges in Passivität ab. Es gibt daher über diese Zeitspanne nichts Besonderes zu berichten.
Nach dem verlorenen Krieg im Zuge der Bundesexekution gegen Preußen und der damit verbundenen Annexion Kurhessens durch das Königreich Preußen wurde das Regiment zur Aufstellung des preußischen Husaren-Regiments Nr. 13 (A.K.O. v. 2. Oktober 1866) zum 1. November 1866 herangezogen. Am 7. November 1867 erhielt das Regiment die Bezeichnung 1. Hessisches Husaren-Regiment Nr. 13. Mit A.K.O vom 25. August 1887 wurde dem Regiment als Stiftungstag der 22. November 1813 verliehen, Stiftungstag des früheren kurhessischen 1. (Leib) Husaren-Regiments, aus dem es hervorgegangen war. Am 4. Juni 1872 wurde der italienische Kronprinz Umberto Regimentschef. Zu seinen Ehren erhielt das Regiment am 4. September 1897 den Namen Husaren-Regiment „König Humbert von Italien“ (1. Hessisches) Nr. 13, ab 21. Januar 1902 dann Husaren-Regiment „König Humbert von Italien“ (1. Kurhessisches) Nr. 13. Nach der Ermordung König Umbertos im Jahre 1900 wurde sein Sohn und Nachfolger, König Viktor Emmanuel III., Chef des Regiments. Am 1. Oktober 1913 wurde die 2. Eskadron zur Aufstellung des Jäger-Regiments zu Pferde Nr. 13 nach Saarlouis verlegt und durch Neuaufstellung ersetzt.
In Garnison lag das Regiment von 1866 bis 1875 in Hofgeismar, von 1875 bis 1902 in Frankfurt am Main-Bockenheim, wo das Regiment ein sehr enges gesellschaftliches Verhältnis zu dem Ehemaligenverein des Regimentes hatte. Von Frankfurt-Bockenheim wurde es strafversetzt aufgrund des Betragens einiger Offiziere. Es hieß, ihnen „wäre das Nachtleben Frankfurts nicht gut bekommen“. Von 1902 bis 1905 in Mainz (Golden-Ross-Kaserne) und ab 1905 in Diedenhofen/Mosel. In Wirklichkeit war die Verlegung nach Mainz geplant.

### Deutsch-Französischer Krieg
Im Deutsch-Französischen Krieg nahm das Regiment als Teil der 4. Kavalleriedivision an den Kämpfen bei Wörth und Sedan teil. Nach der Vernichtung der französischen Rheinarmee bei Sedan nahm das Regiment an der Einschließung von Paris teil und wurde dann ab Anfang Oktober 1870 als Teil des Verbandes unter dem Bayerischen General von der Tann zur Sicherung der Belagerung gegen die Loirearmee eingesetzt. Hierbei nahm es am 10. Oktober 1870 am Gefecht bei Artenay teil. Nach der Einnahme von Orléans am nächsten Tag ging es zusammen mit der Preußischen 22. Division am 18. Oktober 1870 nach Châteaudun. In den nächsten Wochen folgten nur kleinere Gefechte. Der Angriff der Loirearmee zum Entsatz der belagerten Hauptstadt brachte für das Regiment weitere Kämpfe, darunter am 2. Dezember 1870 bei Loigny-Paupry sowie am 3. und 4. Dezember erneut bei Orléans.

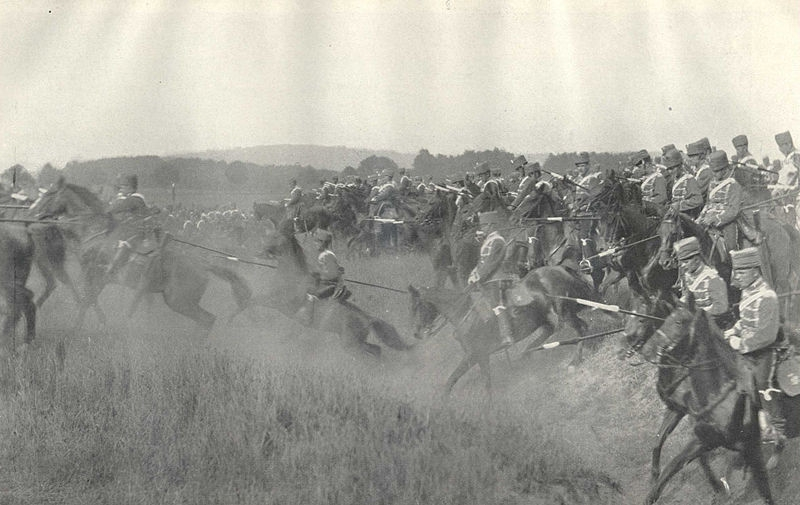
Husaren im Manöver (vor 1910)

Die anschließende Verfolgung der zweiten Loirearmee führte vom 8. bis 10. Dezember 1870 zur Schlacht bei Beaugency. Die letzte große Schlacht folgte dann vom 10. bis 12. Januar 1871 bei Le Mans. Das Regiment war hierbei ein Teil der 2. Armee unter dem Oberbefehl des preußischen Prinzen Friedrich Karl. Nach dem Sieg bei Le Mans wurden die versprengen Reste der französischen Armee durch die vier Kavalleriedivisionen der Zweiten Armee weiter verfolgt. Das 13. Regiment ging hierbei in nördlicher Richtung vor und hatte Einsätze am 13. Januar bei Ballon (Sarthe), am 14. Januar bei Beaumont-Pied-de-Bœuf (Sarthe) und am 15. Januar bei Alençon. Es wurde dann im Patrouillen- und Sicherungsdienst eingesetzt und kehrte am 9. Juli 1871 nach Hofgeismar zurück.

### Erster Weltkrieg
Bereits am 29. Juli 1914 wurden verstärkte Offizierpatrouillen des Regiments an der deutsch-französischen Grenze eingesetzt. Nach der Mobilmachung rückte das Regiment nach Lothringen aus, wo es zunächst im Grenzschutz verwendet wurde. Danach kam es im Verband der 6. Kavallerie-Division im Oktober nach Flandern, wo es bis zum November 1914 blieb. Danach wurden die Husaren an die Ostfront transportiert und kämpften dort in zahlreichen Gefechten, insbesondere in Russisch-Polen. Im April/Mai 1915 war das Regiment im Raum Tauroggen/Memel eingesetzt.
Das Regiment diente ab Juli 1915 bei der Eroberung Kurlands und war von Oktober 1915 bis 1917 an der Düna stationiert. Im November 1916 wurden mit zwei Eskadronen und anderen Einheiten das Kavallerie-Schützen-Regiment Nr. 45 gebildet, das jedoch bereits im Dezember wieder aufgelöst wurde.
Ab Februar 1918 nahm das Regiment an der Besetzung Livlands und Estlands teil. Im April 1918 erfolgte die Rückverlegung in das Elsaß. Dort wurden die Pferde abgegeben und das Regiment nach infanteristischer Ausbildung in ein Kavallerie-Schützenregiment umgewandelt. Als Teil der 6. Kavallerie-Schützen-Division wurde es im Juli/August bei Paschendaele und im September bei Cambrai eingesetzt. Im Oktober erfolgte die Verlegung nach Flandern.
Die Verluste des Regiments im Weltkrieg betrugen 19 tote Offiziere und 228 tote Unteroffiziere und Mannschaften; Todesfälle durch Unfälle eingeschlossen (Stand 1921).
Während des Weltkriegs befanden sich nach Notizen der Nachrichten für Stadt und Land zumindest zeitweise der Regimentsstab und die Musikkapelle des Regiments in Oldenburg. Die Hintergründe sind unklar. Vermutlich wurden detachierte Abteilungen als Militärpolizei sowohl in der Garnison als auch im Umland zur Verstärkung des Großherzoglich Oldenburgischen Gendarmeriekorps eingesetzt.

### Verbleib
Von Eupen aus erfolgte nach dem Waffenstillstand der Rückmarsch nach Deutschland. Von Hagen aus sollte das Regiment mit der Eisenbahn nach Oldenburg transportiert werden, da Diedenhofen als Garnison nicht mehr zur Verfügung stand. Aufgrund der chaotischen Transportbedingungen wurde schließlich auf die Fahrt verzichtet und die Reste des Regiments zogen zu Fuß am 19. Dezember 1918 in Oldenburg ein, wo sie nach einem Pressebericht an der Cäcilienbrücke mit einem Ehrenbogen empfangen wurden.
Zu Beginn des Jahres 1919 wurde die Einheit demobilisiert und schließlich aufgelöst. Eine Freiwilligen-Eskadron nahm am Schutz der Nationalversammlung in Weimar teil und wurde später in Leipzig gegen kommunistische Aufständische eingesetzt.
Die Tradition übernahm in der Reichswehr durch Erlass des Chefs der Heeresleitung, General der Infanterie Hans von Seeckt, vom 24. August 1921 die 3. Eskadron des 10. (Preußisches) Reiter-Regiments in Züllichau. Noch 1935 existierte in Oldenburg ein „Verein ehemaliger 13. Husaren, Oldenburg und Umgebung“.

## Kommandeure
| Dienstgrad                  | Name                                                 | Datum |
| --------------------------- | ---------------------------------------------------- | --- |
| Oberstleutnant              | Steinbrück von der Mark                              | 30.10.1866 bis 20.11.1867 |
| Major/Oberstleutnant/Oberst | Wilhelm von Heuduck                                  | 14. Januar 1868 bis 15. August 1873 (ab 21. November 1867 als Führer zum Regiment kommandiert, ab 10. Dezember 1867 mit der Führung beauftragt) |
| Major/Oberstleutnant        | Ludwig Heinrich Freiherr von Lützow gen. von Dorgelo | 16. August 1873 bis 14. Juli 1875 |
| Oberstleutnant              | von Plötz                                            | 19. August 1875 bis 21. Mai 1877 (ab 15. Juli 1875 mit der Führung beauftragt)                                                                  |
| Major/Oberstleutnant        | von Bülow                                            | 9. Juli 1877 bis 4. Juli 1883 (ab 22. Mai 1877 mit der Führung beauftragt)                                                                      |
| Major/Oberstleutnant        | Franz von Niesewand                                  | 21. August 1883 bis 3. August 1888 (ab 5. Juli 1883 mit der Führung beauftragt)                                                                 |
| Major/Oberstleutnant        | Moritz Freiherr von Bissing                          | 17. Juni 1889 bis 14. Juli 1893 (ab 4. August 1888 mit der Führung beauftragt)                                                                  |
| Oberstleutnant              | von Quast                                            | 27. Januar 1894 bis 17. April 1896 (ab 15. Juli 1893 mit der Führung beauftragt)                                                                |
| Oberstleutnant/Oberst       | Georg von Alten                                      | 16. Juni 1896 bis 17. Oktober 1900 (ab 16. April 1896 mit der Führung beauftragt)                                                               |
| Major/Oberstleutnant/Oberst | Matthias Hans Ludwig von Blumenthal                  | 16. Februar 1901 bis 9. April 1906 (ab 18. Oktober 1900 mit der Führung beauftragt)                                                             |
| Oberstleutnant              | Ernst Hoeppner                                       | 21. Juli 1906 bis 30. Juli 1908 (ab 10. April 1906 mit der Führung beauftragt)                                                                  |
| Major/Oberstleutnant/Oberst | Hans von Heuduck                                     | 16. Juni 1908 bis 17. April 1913 (ab 31. Juli 1908 mit der Führung beauftragt)                                                                  |
| Major/Oberstleutnant/Oberst | Clamor Freiherr von dem Busche-Haddenhausen          | 18. April 1913 bis 3. Juli 1916 |
| Oberstleutnant/Oberst       | Freiherr von Reitzenstein                            | 4. Juli 1916 bis 30. April 1918 |
| Major                       | Moser                                                | 1. April 1918 bis 19. Mai 1918 |
| Major                       | von Linsingen                                        | 20. Mai 1918 bis 26. Oktober 1918 |
| Major                       | Kurt Otto Paul Eduard von Lewinski                   | 27. Oktober 1918 bis Kriegsende |

## Uniform

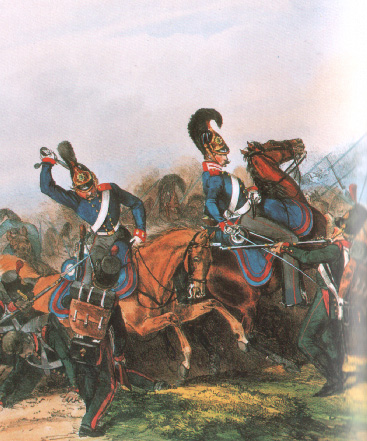
Als Leib-Dragoner-Regiment 1840

Die Uniform des Husaren-Regiments Nr. 13 bestand aus einem kornblumenblauen Attila mit weißer Verschnürung. Auf den Schulterschnüren trug das Regiment seit 4. September 1897 den Namenszug des Regimentschefs, ein weißmetallenes gekröntes „U“, auf den kornblumenblauen Schulterklappen, welche Unteroffiziere und Mannschaften zum Mantel trugen, war der Namenszug ponceaurot. Der Mützenbeutel (Kolpak) der Pelzmütze war ponceaurot. Ponceaurot waren auch die Mützenbänder der Schirmmützen, die Säbeltaschen der Offiziere und die Kragenpatte des Mantels der Unteroffiziere und Mannschaften. Die Kragenpatten der Litewka waren dagegen kornblumenblau mit ponceauroter Paspelierung.
Am 16. August 1913 erhielt das Regiment anlässlich des Besuchs seines Regimentschefs, König Victor Emmanuel iii von Italien, auch Pelze in der Farbe des Attilas mit weißem, bei den Offizieren grauen, Pelzbesatz. Pelze, d. h. pelzbesetzte Jacken im Schnitt des Attila, waren in der preußischen Armee mit der Einführung des Attilas im Jahre 1853 an sich abgeschafft worden. Nachdem sie 1865 beim Leib-Garde-Husaren-Regiment wieder reingeführt worden waren, waren es fortan gestattet, dass die Regimentschefs ihren Regimentern Pelze schenkten, d. h. sie mussten dem Regiment eine Garnitur „schenken“, Offiziere mussten sie selbst beschaffen, was dann durch Allerhöchste Kabinettsordre bestätigt wurde. Anlässlich des Besuches einer Abordnung des Offizierkorps beim italienischen König wurden die Pelze dann auch erstmals von Offizieren des Regiments getragen. Geschlossen hat das Regiment den Pelz jedoch nie getragen. Erstmals hätte es als Ganzes die Pelze zur Kaiserparade im September 1914 in Homburg v. d. H. anlegen sollen, die wegen des inzwischen ausgebrochenen Krieges aber nicht stattfand.
Die 1909 für die Husaren eingeführten, jedoch erst ab 1913 im größeren Umfang zum Gefechtsdienst getragene feldgraue Felduniform entsprach für Unteroffiziere und Mannschaften im Schnitt der Friedensuniform, Grundtuch und Schnurbesatz waren jedoch feldgrau. Die Schulterschnüre waren hier kornblumenblau-weiß geschildert und trugen den weißmetallenen Namenszug. Der feldgraue Attila der Offiziere entsprach im Schnitt dem Interimsattila der Friedensuniform. Die feldgraue Feldmütze hatte weiße Paspelierung an Deckel und beiderseits des kornblumenblauen Mützenbandes, an dem, oberhalb des weißen Vorstoßes, noch ein ponceauroter Vorstoß saß. Das Lederzeug, Stiefel, Säbelkoppel, Patronentaschen und Trageriemen für Patronentaschen war zur Felduniform ungefärbt und hatte einen hellbraunen Ton. Erst ab September 1915 wurde das Lederzeug wieder schwarz gefärbt.

## Gemälde
Rudolf Gudden, Titel: Bockenheimer Husaren im Manöver, um 1890, sehr großes Ölgemälde (ca. 2,30 Meter auf 1,40 Meter). Privatbesitz.